# Honkatmalli, Devadurga
Honkatmalli là một làng thuộc tehsil Devadurga, huyện Raichur, bang Karnataka, Ấn Độ.